# Interact Club
Os Interact Clubs são clubes patrocinados pelo Rotary International que visam ajudar a sociedade de uma forma simples, com campanhas, doações, visitas a creches e hospitais, entre outras muitas ações para cuidar do meio-ambiente e promover o bem-estar da população mais carente. São compostos por adolescentes de 12 a 18 anos. Os clubes estão afiliados (ou apadrinhados) ao Rotary Club local.
São mais de 20 mil Interact Clubs distribuídos em 159 países com mais de 400 mil associados, chamados de interactianos ou icanos.

## História
No final dos anos 50, o Rotary International já era uma instituição consolida e com um grande potencial de alcance em várias áreas no mundo, porém a parcela mais jovem da sociedade ainda não era "engajada" com a causa defendida pelo Rotary da maneira que deveria. Em 1960, o então presidente do Rotary International, Harold T. Thomas nomeou uma comissão composta por cinco rotarianos para estudar o assunto. Dois anos depois, em 05 de novembro de 1962, vinte e três estudantes da Melbourne High School, em Melbourne, Florida, EUA, fundaram o primeiro Interact Club. Desde então, a marca do Interact espalhou-se pelo mundo, estando presente atualmente em 159 países.

## Símbolo
O símbolo do Interact Club é a mesma engrenagem do Rotary International em azul.

## Etimologia
O termo Interact é a abreviação em inglês de International Action, em português ''Ação Internacional''.

## Principais eventos
O Interact Club possuí alguns eventos anuais que merecem destaque. 
- Semana Mundial do Interact
- Concurso Nacional de Oratória
- Conferência Multidistrital de Interact (COMIC)